# Hyphomicrobiales
Die Hyphomicrobiales (alter Name Rhizobiales) bilden eine Ordnung gramnegativer Bakterien innerhalb der Alphaproteobakterien. Es handelt sich um eine phänotypisch und den Stoffwechsel betreffend (metabolisch) vielfältige Gruppe, deren Zuordnung auf 16S-rRNA Gensequenzanalysen beruht.
In einigen Familien (insbesondere den Rhizobiaceae) sind Knöllchenbakterien zu finden, Bakterien die in der Lage sind molekularen Stickstoff (Distickstoff N2) zu fixieren und eine Symbiose mit Pflanzen eingehen. Hierbei handelt sich vor allem um Arten der Gattungen Rhizobium und  Bradyrhizobium. Die Familie Methylocystaceae umfasst methylotrophe Arten, die Methan als einzige Kohlenstoffquelle als Energiequelle und zum Aufbau der Zellsubstanz nutzen können. Arten der Gattung Bartonella sind gefährliche Krankheitserreger, sie können sogenannte Bartonellosen verursachen, hierzu zählt z. B. das von Bartonella quintana ausgelöste Schützengrabenfieber (auch Fünf-Tage-Fieber genannt). Die Gattung Bartonella zählte früher zu der Familie Rickettsiaceae der Ordnung Rickettsiales, aufgrund von Analysen der 16S-rRNA wurde sie in die Ordnung Rhizobiales versetzt.
Weitere wichtige Vertreter sind Azorhizobium, Nitrobacter, Brucella, Beijerinckia und Agrobacterium.

## Systematik
Zur Ordnung der Hyphomicrobiales (Rhizobiales) gehören folgende Familien (Stand 8. September 2021)
- Aestuariivirgaceae Li et al. 2019
- Afifellaceae Hördt et al. 2020
- Ahrensiaceae Hördt et al. 2020
- Alsobacteraceae Sun et al. 2018
- Amorphaceae Hördt et al. 2020
- Ancalomicrobiaceae Dahal et al. 2018
- Aurantimonadaceae Hördt et al. 2020
- Bartonellaceae Gieszczykiewicz 1939
(Approved Lists 1980)
- Beijerinckiaceae Garrity et al. 2006
- Blastochloridaceae Hördt et al. 2020
- Boseaceae Hördt et al. 2020
- Breoghaniaceae Hördt et al. 2020
- Brucellaceae Breed et al. 1957
(Approved Lists 1980)
- Chelatococcaceae Dedysh et al. 2016
- Cohaesibacteraceae Hwang & Cho 2008
- Devosiaceae Hördt et al. 2020
- Hyphomicrobiaceae Babudieri 1950
(Approved Lists 1980)
- Kaistiaceae Hördt et al. 2020
- Lichenibacteriaceae Pankratov et al. 2020
- Lichenihabitantaceae Noh et al. 2019
- Methylobacteriaceae Garrity et al. 2006
- Methylocystaceae Bowman 2006
  - Hansschlegelia Ivanova et al. 2010
- Nitrobacteraceae corrig. Buchanan 1917
(Approved Lists 1980)[Anm. 1]
- Notoacmeibacteraceae Huang et al. 2017[Anm. 2]
- Parvibaculaceae Hördt et al. 2020
- Phreatobacteraceae Hördt et al. 2020
- Phyllobacteriaceae Mergaert & Swings 2006
- Pleomorphomonadaceae Hördt et al. 2020
  - Methylobrevis Poroshina et al. 2015[2][3]
- Pseudoxanthobacteraceae Hördt et al. 2020
- Rhabdaerophilaceae Ming et al. 2020
- Rhizobiaceae Conn 1938 (Approved Lists 1980)
- Rhodobiaceae Garrity et al. 2006
- Roseiarcaceae Kulichevskaya et al. 2014
- Salinarimonadaceae Cole et al. 2018
- Segnochrobactraceae Akter et al. 2020
- Stappiaceae Hördt et al. 2020
- Tepidamorphaceae Hördt et al. 2020
- Xanthobacteraceae Lee et al. 2005
  - Ancylobacter Raj 1983

Die folgende Familie wurde zwar publiziert, aber (bisher) nicht nach dem International Code of Nomenclature of Bacteria validiert:
- „Propylenellaceae“ Liu et al. 2021